# Жилавка
Жилавка (босн. Žilavka) — білий сорт винограду, висаджений переважно в Мостарі, регіоні Герцеговини, на півдні Боснії і Герцеговини. Як сортове вино, Жилавка відома своєю яскравою свіжістю і кислотністю. Ідеально підходить для загальних обідніх поєднань, часто дозріває в дубових бочках, та представляє більш наповнені і земні вина з горіховими відтінками, які більш поширені у винах, вироблених на початку 2000-х і раніше.
Широко посаджений по всій колишній Югославії, Жилавка була лише незначною сумішшю винограду, що використовувалася на території колишньої країни. Сьогодні вино стало самим собою і розливається як сортове, поряд з іншим головним сортом винограду, Блатина.
Продукція, як правило, сконцентрована в районі на південь від Мостара навколо сіл Читлук, Меджугор'є, Любушки і Чапліна з такими виробниками, як-от Nuić, Škegro, Brkić, Vinarija Čitluk, Zadro and Vitai/Gangaš.

## Синоніми
Жилавка також відома під назвами Мостарска (Mostarska), Мостарска Жилавка (Mostarska Žilavka), Желавка Бієлла (Zhelavka Biella), Жилава Герцеговачка (Žilava Hercegovačka), Зилявка (Zilavka), Жилавка Бієла (Žilavka Bijela), та Жилавка Мостарска (Žilavka Mostarska).